# Centrala Handlu Zagranicznego w Łodzi
Wieżowce Centrali Handlu Zagranicznego w Łodzi powstały w 1976 roku w niedalekim sąsiedztwie dworca Łódź Fabryczna, na obszarze przeznaczonym na tzw. centrum biurowe.

## Historia
Biurowce zostały wybudowane przez firmy przemysłu tekstylnego: Textilimpex i Skórimpex. Oba budynki początkowo należały do jednego właściciela, jednak z upadkiem przemysłu tekstylnego, wieżowce zaczęły być wynajmowane innym firmom. W wieżowcu przy ul. Traugutta 21/23 mieściła się do 2008 r. siedziba Miastoprojektu, firmy zajmującej się projektowaniem architektoniczno-budowlanym. Kompleks ma także charakter konferencyjny. W wieżowcu przy ul. Traugutta 25 znajdują się dwie sale konferencyjne: mniejsza na ok. 80 osób i duża – widowiskowa ze sceną na ok. 200-250 osób. W latach 90. wnętrza wieżowców zostały wyremontowane.
30 czerwca 2008 r. wieżowiec należący do Biura Projektowania i Realizacji Inwestycji Miastoprojekt stał się własnością gminy Łódź. W biurowcu o powierzchni 7942,5 m² ponad 57 proc. przestrzeni zajmuje gmina, umieszczony jest tu Łódzki Ośrodek Geodezji (dawniej Miejski Ośrodek Dokumentacji Geodezyjnej i Kartograficznej). Pozostałą część (piętra od 10 do 15) zajmuje Urząd Marszałkowski, który dysponuje powierzchnią 1795 m². Na działce o powierzchni 2098 m², na której znajduje się wieżowiec, powstały również siedziby policji oraz służb odpowiedzialnych za likwidację kryzysów.
Oba wieżowce zdążyły się już wpisać na stałe w krajobraz miasta, główne za sprawą swojego kształtu i rozmieszczenia, które jednoznacznie nasuwa skojarzenia z wieżowcami World Trade Center w Nowym Jorku.
W 2011 odbył się gruntowy remont „wieży miastoprojekt”, a w 2015 „wieży textilimpex”.

## Architektura
Oba budynki mają po 68 metrów wysokości do dachu oraz 90 m wysokości całkowitej (wliczając maszty znajdujące się na obu wieżach) i liczą po 22 kondygnacje z czego 20 naziemnych (w tym 16 użytkowych, 3 techniczne i 1 na dachu) i dwie podziemne.
Projektantem wnętrz wieży Textilimpexu był Władysław Bojkow. Za swoją realizację został wyróżniony nagrodą Związku Polskich Artystów Plastyków.